# Byng (Stati Uniti d'America)
Byng è un comune degli Stati Uniti d'America, situato nello Stato dell'Oklahoma, nella contea di Pontotoc.